# Sonidosaurus
Sonidosaurus là một chi khủng long, được Xu X. Zhang X. H. Tan Q. Zhao X. & Tan L. mô tả khoa học năm 2006.